# Abadia de Landévennec

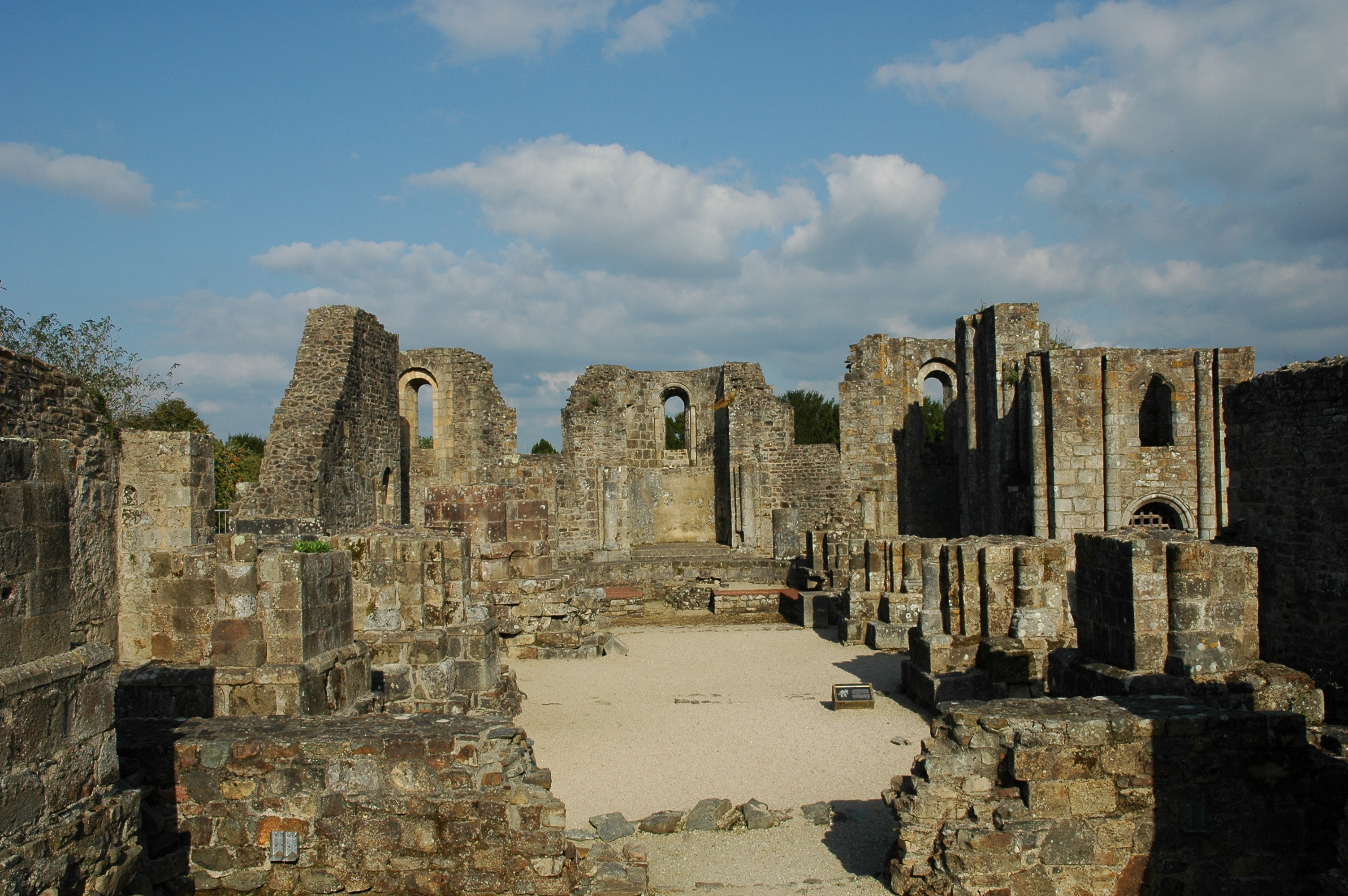
Les ruïnes

L'abadia de Saint-Guénolé de Landévennec fou un establiment religiós a la comuna de Landévennec al departament de Finistère. Hauria estat fundada al segle v per sant Guénolé, el que la fa una de les més antigues i importants de Bretanya. El seu nom ve del bretó "lan" (monestir) de Vennec (Guénole).
Guénolé s'hi va establir el 482, primer a l'illa de Tibidy i el 485 al lloc de Landévennec. Segons la tradició Gradlon Meur el va fer bisbe de Quimper. El 818 a petició de Lluís el Pietós va adoptar la regla de sant Benet en comptes de la regla escocesa que emprava fins aleshores. Des de 884 va patir els atacs dels normands que la van destruir el 913 però els monjos van poder emportar-se els manuscrits i la van refundar a Montreuil. L'abat Joan, sabent que els bretons aspiraven a lliurar-se del domini normand, va aconseguir que el príncep Alan, fill del comte de Poher Matuédoi, i net d'Alan el Gran, que estava refugiat a Anglaterra a la cort del rei saxo Athelstan, agafés la direcció del moviment d'alliberament; Alan va desembarcar a Bretanya i va derrotar els normands a Dol (Bretanya) i a Saint-Brieuc (936) i es va apoderar de Nantes; els normands van abandonar la regió que avui dia és el departament del Loira Atlàntic i Alan conegut a la història com Alan II Barbitorte, fou reconegut com a duc de Bretanya (937). A la meitat del segle xi es va construir l'església abacial i es va començar a compilar el cartulari de Landévennec (Quimper, biblioteca municipal)
L'abadia s'havia agregat a la Societat de Bretanya, i quan aquesta fou dissolta per un breu del papa datat el 8 de novembre de 1627 les seves propietats van ser agregades a la congregació de Saint Maur per orde del papa Urbà VIII datada el 28 de setembre de 1628. El 1793, l'abadia benedictina, que només tenia 4 monjos, fou abandonada i després venuda com a bé nacional. Va canviar de propietari sis vegades al curs del segle xix. Fou declarada monument històric el 26 de maig de 1922. El 1958 fou recuperada per una nova comunitat benedictina que va construir nous edificis i es va afiliar a la congregació de Subiaco. Les ruïnes de l'antiga abadia es poden visitar.

## Llista d'abats
| Nom          | Període    | Nom llatí al cartulari                                 |
| ------------ | ---------- | ------------------------------------------------------ |
| Sant Guénolé | 490(?)-532 | Sanctus Uuingualocus                                   |
| sant Judulus | (vers 520) | Citat també per Albert el Gran                         |
| Sant Gwenaël | 532-590    | Sanctus Guenhael                                       |
|              |            | Matmunuc                                               |
|              |            | Segneu                                                 |
|              |            | Aelam                                                  |
|              |            | Gurdistin                                              |
|              |            | Iohan                                                  |
|              |            | Clemens                                                |
|              |            | Clemens                                                |
|              |            | Clemens                                                |
|              |            | Iohan                                                  |
|              |            | Gulohet                                                |
|              |            | Cadnou                                                 |
|              |            | Blenvilet                                              |
| Elisuc       | 1047-1055  | Elisuc                                                 |
| Kyllai       | 1056-1085  | Kyllai                                                 |
| Justí        |            | Justinus                                               |
| Guillem      |            | Guilhelmus                                             |
|              |            | Lancelinus                                             |
|              |            | Orscandus                                              |
|              |            | Elimarius                                              |
| Gradlon      |            | Gradlonus                                              |
|              |            | Riuuallonus                                            |
|              |            | Gradlonus de plebe Sancti Eneguorii de pago Cap Cavall |
| Jacob        |            | Iacobus                                                |
|              |            | Rivalonus                                              |
|              |            | Tadic                                                  |
|              |            | Rivallonus de Ploemergat                               |
|              |            | Rivallonus de Treles                                   |
| Bernat       |            | Bernardus                                              |
|              |            | Riocus                                                 |
|              |            | Johannes dictus porcus                                 |
|              |            | Eudo Gormon de Leon                                    |
|              |            | Alanus Piezresii                                       |
|              |            | Armaelus de Villanova apud Languern                    |
|              |            | Alanus de Doulas                                       |